# 잭 힐 (영화 감독)
잭 힐(Jack Hill, 1933년 1월 28일 ~ )은 미국의 영화 감독으로, 엑스플로이테이션 영화 장르 감독으로 유명하다. 후기 작품들은 여성주의적 면모도 띄고 있다.

## 작품 목록
- 몬도 키홀 (1966)
- 블러드 배스 (1966)
- 스파이더 베이비 (1967)
- 피어 챔버 (1968)
- 하우스 오브 이블 / 댄스 오블 이블 (1968)
- 피트 스탑 (1969)
- 아일 오브 더 스네이크 피플 (1971)
- 인크레더블 인베이전 (1971)
- 여감방 (1971)
- 더 빅 버드 케이지 (1972)
- 코피 (1973)
- 폭시 브라운 (1974)
- 더 스윙잉 치어리더스 (1974)
- 제저벨스 / 스위치블레이드 시스터스 (1975)
- 여자 마법사 (1982)